# Najwa Shihab
Pour les articles homonymes, voir Shihab.
Najwa Shihab, née le 16 septembre 1977 à Makassar, qu'on appelle familièrement Nana est une journaliste et animatrice de la chaîne de télévision indonésienne Metro TV,. Elle est notamment anchor[Quoi ?] de l'émission en prime time "Metro Hari Ini" et du talk show Mata Najwa (« les yeux de Najwa »). 
Najwa Shihab est la deuxième fille de l'intellectuel musulman d'origine arabe Muhammad Quraish Shihab, qui a été ministre des Cultes pendant 2 mois (16 mars 1998 - 21 mai 1998) après la démission de Soeharto, et la nièce d'Alwi Shihab, actuellement (2016) envoyé spécial du président Joko Widodo au Moyen-Orient. Elle est mariée à Ibrahim Assegaf et a un fils.
Najwa Shihab a obtenu son diplôme de la faculté de droit de l'université d'Indonésie en 2000. Lycéenne, elle a passé un an aux États-Unis dans le cadre du programme AFS. Elle a commencé sa carrière à la chaîne RCTI, puis en 2001 est passée à Metro TV.